# 承仁法親王
承仁法親王（しょうにんほっしんのう、仁安2年（1167年）- 建久8年4月27日（1197年5月15日））は、平安時代末期から鎌倉時代初期にかけての法親王。後白河天皇の第十皇子。母は遊女丹波局（『華頂要略』所収の「天台座主記」には、丹波局を紀孝資の娘とするが根拠不明、『山槐記』安元元年8月16日条に丹波局は実は遊女であったと記されている）。初名は最恵。建久宮・梶井宮とも称される。
ただし、『本朝皇胤紹運録』には輔仁親王の子である仁操の娘・三条局を母として記載している。これは丹波局の出自を憚ってその存在の抹消を図ったとも言われている（同母兄弟とされる静恵法親王の母も平信業の娘〔実際は姉妹か〕・坊門局とされている）。

## 経歴
平親宗によって養われ、安元元年（1175年）に天台座主明雲の弟子となる。ところが安元2年（1176年）11月に秘かに内裏に召されて高倉天皇の猶子となる。この4か月前に天皇の母院である建春門院が崩御したために天皇の同母弟が誕生する可能性がなくなったことを受けて、天皇に万が一のことがあった際の皇位継承者を確保したい後白河法皇の意向があったと考えられているが、天皇の事実上の外戚であった平家一門の不信感を買う一因となった。もっとも、それ以上の政治的意図があったとは考えにくいことは、高倉天皇に言仁親王（後の安徳天皇）が生まれると、治承5年（1181年）に正式に受戒したことから明かである。同年に一身阿闍梨となり、文治元年（1185年）に権大僧都に任ぜられ、文治4年（1188年）に法印に叙され、建久元年（1190年）に親王宣下を受ける。建久4年（1193年）に法性寺座主及び城興寺検校に任ぜられる。建久6年（1195年）、後鳥羽天皇の護持僧に任ぜられる。建久7年（1196年）、28歳の若さで第63代天台座主に任ぜられる。これは30歳未満で天台座主に任じられた最初の例となる（当然、当時において最年少での天台座主任命となる）。しかし、翌年病に倒れて4月11日に天台座主を辞退し、同月27日に29歳の若さで死去した。